# Winfried Philipp Englert
Winfried Philipp Englert (* 27. Oktober 1860 in Lengfurt; † 2. April 1934 in Wiesbaden) war ein katholischer Priester, Professor und Theologe.

## Leben
Er studierte katholische Theologie. Nach der Priesterweihe am 5. August 1883 war er anschließend Kaplan in Heidingsfeld bei Würzburg und in Mömbris, Dekanat Alzenau. Ab 1885 lebte er am Priesterkolleg Santa Maria dell’ Anima in Rom. Ab 1886 war er zum Weiterstudium beurlaubt. Von 1889 bis 1891 lehrte er als Professor am erzbischöflichen Seminar in Posen. Nach der Promotion 1889 zum Dr. theol. und der Promotion 1891 zum Dr. phil. wurde er am 17. Oktober 1891 zum a.o. Professor für Apologetik und Einleitungswissenschaften (Propädeutik) an der Kath.-Theol. Fakultät der Universität Bonn ernannt. Am 10. Juni 1898 wurde er zum o. Professor für Apologetik und Sozialpolitik ernannt. Am 10. Mai 1911 wurde er auf eigenen Antrag von seinen amtlichen Pflichten entbunden (die Vorlesungen in seinem Fach fielen für zwei Semester aus). Am 3. Mai 1911 wurde er als wirklicher Stiftsherr des Kollegiat-Kapitels in Aachen installiert (bereits im April war er nach Aachen umgezogen). Nach der Exkardinierung aus der Diözese Würzburg 1917 wurde der Träger des Roten Adlerordens IV. Klasse vermutlich in die Erzdiözese Köln bzw. die spätere Diözese Aachen inkardiniert.
Er war Ehrenmitglied der katholischen Studentenverbindungen KDStV Bavaria Bonn und KDStV Novesia Bonn.